# فوچشین اسید
فوچشین اسید (به انگلیسی: Fuchsine acid) با فرمول شیمیایی C۲۰H۱۷N۳Na۲O۹S۳ یک ترکیب شیمیایی است. که جرم مولی آن ۵۸۵٫۵۳۸ g/mol می‌باشد. 